# Villa Scirca
Villa Scirca è una frazione del comune di Sigillo (PG).
Secondo i dati del censimento Istat 2001, gli abitanti sono 102.
Il paese è lungo la via Flaminia, a circa tre km dal centro di Sigillo e ad un'altezza di 505 m s.l.m.; sorge ai piedi dell'imponente monte Cucco.

## Storia
La zona è abitata sin dall'epoca romana, come testimoniato da numerosi reperti storici reperiti in loco.
Le prime notizie risalgono al 1330: nello Statuto di Sigillo si legge di una festa in onore della Madonna Assunta che si teneva alla Scirca (Sirca), con un'offerta votiva costituita da una "torcia di libbre due".
Vi era infatti una chiesa, utilizzata dai monaci dell'Abbazia di Santa Maria di Sitria, dedicata a Maria Assunta, sin dal XIII secolo.
Una visita apostolica del vescovo di Ascoli Piceno, nel 1573, annota che il popolo considera la chiesa loro parrocchia.
Durante il periodo napoleonico la chiesa fu affidata al monastero di Fonte Avellana, da parte di Gregorio XVI. Nel 1860 venne acquisita dal nascente stato italiano: nel 1862 il perugino Mariano Guardabassi annota le proprietà della chiesa, descrivendo all'interno la presenza di una pala in stile apparentemente bizantino, di cui ora rimane solamente la fotografia a colori.
Nel 1927 si cominciò a progettare l'acquedotto che da Villa Scirca porta l'acqua potabile sino all'acropoli di Perugia, che in quei tempi soccombeva all'emergenza idrica. Dato il dislivello (591 m a Villa Scirca, 490 m a Porta Sole, il punto più elevato di Perugia) favorevole, l'intero tragitto poté essere portato a termine senza l'utilizzo di pompe ma usando esclusivamente la gravità. L'opera fu completata nel 1932, attraversando nel suo tragitto le frazioni di Cavallara, Serra Brunamonti, Biscina e Piccione.
Attualmente, la chiesa ricade sotto la giurisdizione della parrocchia di Sant'Andrea Apostolo di Sigillo.

## Monumenti e luoghi d'interesse
- Santuario della Madonna Assunta in Cielo (XII secolo), in stile romanico, con una campana risalente al 1250. È stata restaurata negli anni '80. Contiene un affresco del pittore Matteo da Gualdo, datato 1484, e forse un altro dipinto da suo figlio Girolamo. Altre opere sono attribuite a Ottaviano Nelli, affrescatore eugubino. La chiesa è nota anche come Santa Maria di Scirca o Santa Maria di Montecupo.
- Fonti della Scirca, che forniscono l'acqua potabile per il consumo di 70.000 persone a Perugia, Costacciaro e Sigillo. Si tratta del flusso in uscita del fiume sotterraneo "G.B. Miliani", che scorre fino ad una profondità di 920 m dall'ingresso della Grotta di monte Cucco . Caratterizzato da una portata media originaria di circa 100 l/s, intorno al 2000 essa si è notevolmente abbassata fino a toccare i 35 l/s. L'accesso alle sorgenti non è sempre possibile,[3] e l'autorizzazione va chiesta all'attuale ente gestore: Umbra Acque s.p.a.
- Risorgente carsica della Grotta di monte Cucco.
- Ponte Etrusco (III secolo), di epoca romana a discapito del nome, oggi conosciuto come Ponte dei Pietroni. Venne distrutto dai Tedeschi in ritirata il 13 luglio 1944.[4]
- Edificio della "Zecchiera" dello Stato Pontificio, una ferriera costruita nel 1551 e mossa dalla forza delle acque del torrente Scirca.
- Resti del Castelvecchio o Castello di Guelfone, tra il Poggio de le Salare ed Il Poggio degli Ortacci.

## Sport
- Campo di atterraggio per deltaplani, utilizzato durante il trofeo internazionale Montecucco.

## Galleria d'immagini

Monumenti di Villa Scirca
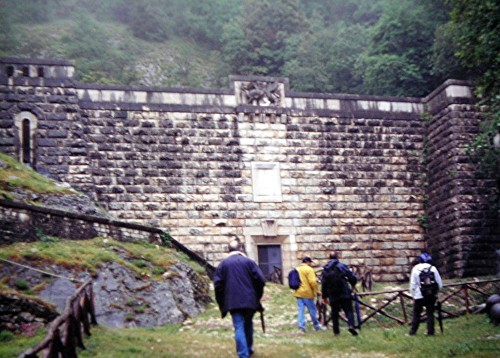
La facciata in pietra dell'edificio di captazione delle sorgenti della Scirca
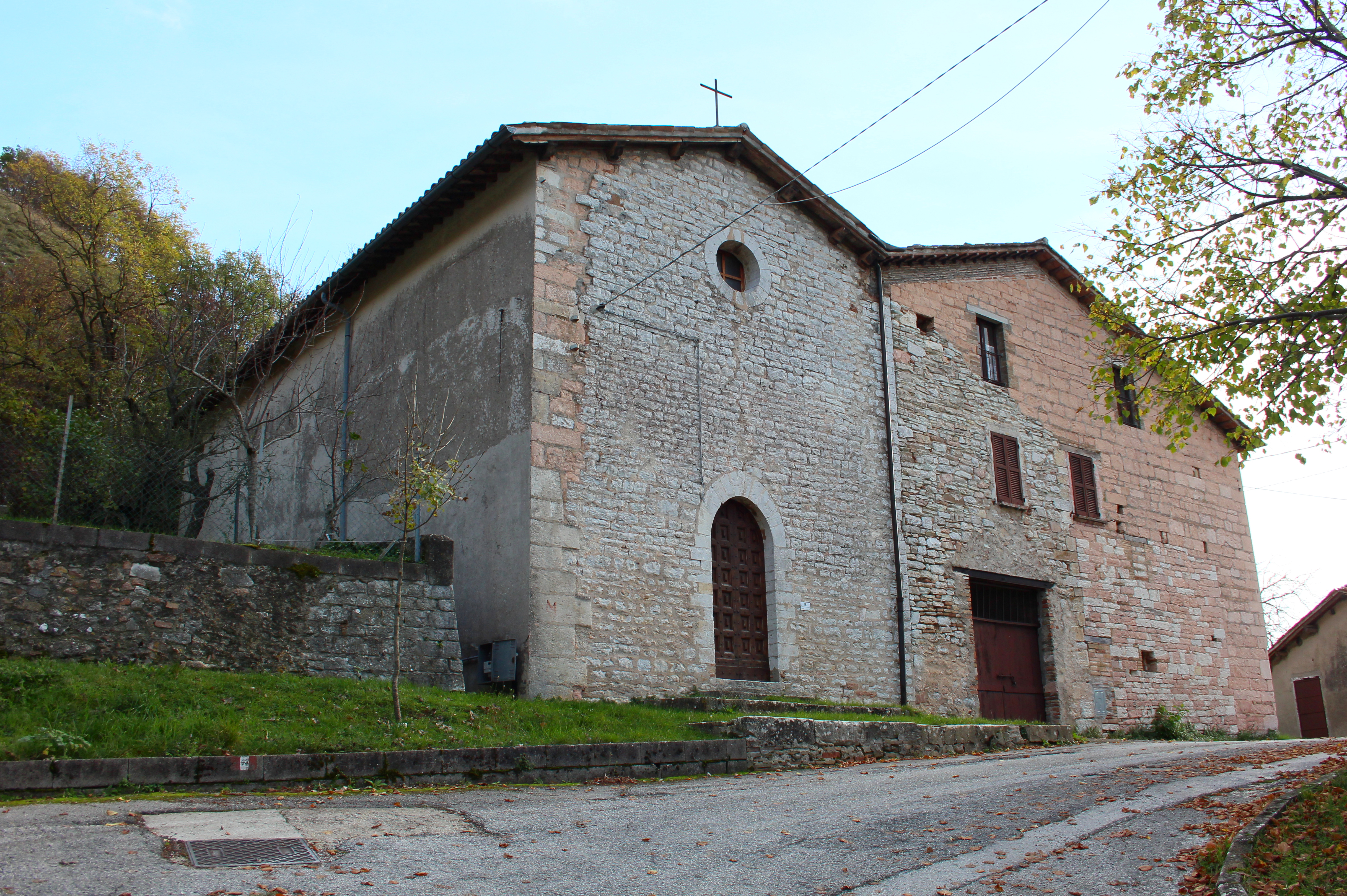
La chiesa di Santa Maria Assunta
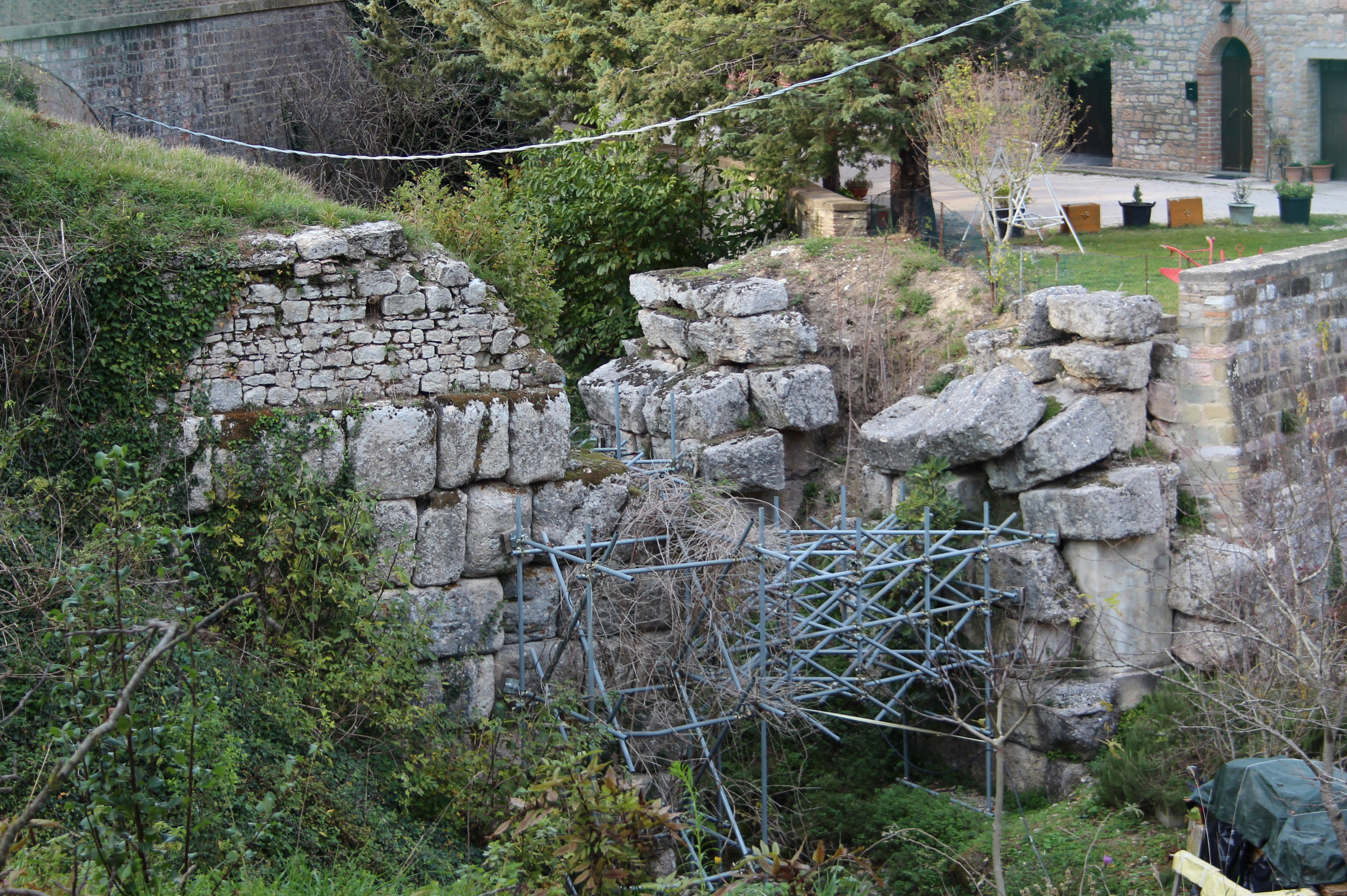
I ruderi del Ponte dei Pietroni